# آيسلينغن
آيسلينغن (بالألمانية: Eislingen) هي مدينة وبلدة ألمانية تقع في ألمانيا في بادن-فورتمبيرغ. يقدر عدد سكانها بـ 20,539 نسمة .

## المدن التوأمة
مدن Villány وأويونا (أين) هي مدن توأمة لـآيسلينغن.

## أعلام
- ثيودور إنجل
- ليديا إيبرهارت
- ألبرت سينج